# Альфред Єк
Альфред Єк (нім. Alfred Jäck, 2 серпня 1911, Альшвіль — 28 серпня 1953) — швейцарський футболіст, що грав на позиції нападника, зокрема, за клуб «Базель», а також національну збірну Швейцарії.

## Клубна кар'єра
У футболі дебютував 1930 року виступами за команду «Серветт», в якій провів два сезони. 
Своєю грою за цю команду привернув увагу представників тренерського штабу клубу «Базель», до складу якого приєднався 1932 року. Відіграв за команду з Базеля наступні п'ять сезонів своєї ігрової кар'єри.
Протягом 1937—1939 років захищав кольори клубу «Мюлуз».
Завершив професійну ігрову кар'єру у клубі «Базель», у складі якого вже виступав раніше. Прийшов до команди 1939 року, захищав її кольори до припинення виступів на професійному рівні у 1940.

## Виступи за збірну
1931 року дебютував в офіційних матчах у складі національної збірної Швейцарії. Протягом кар'єри у національній команді, яка тривала 6 років, провів у її формі 28 матчів, забивши 2 голи.
У складі збірної був учасником чемпіонату світу 1934 року в Італії, де зіграв проти Чехословаччини (2-3).
Помер 28 серпня 1953 року на 43-му році життя.

## Титули і досягнення
- Володар Кубка Швейцарії (1):

«Базель»: 1932-1933